# 袁志高
袁志高（16世紀—17世紀），號翔軒、謙衷，河南汝寧府商城县人。明朝政治人物、進士出身。

## 生平
博览载籍，制艺宗守溪、震川，驰声两河，士咸宗之。登萬曆十三年（1585年）乙酉科河南鄉試舉人，十七年（1589年）己丑科進士，吏部觀政，六月授廣平府推官，以清慎称。二十一年迁南京户部山西司主事，寻以病卒，经济未获尽展。

## 家族
子袁光濬，能以文学世其家。